# Russia Unita
Russia Unita (in russo Единая Россия?, Edinaja Rossija, ER) è un partito politico russo di orientamento conservatore e nazionalista; in ambito economico, ciò si traduce in posizioni liberiste alternate a posizioni stataliste.
Il partito è stato costituito il 1º dicembre 2001 attraverso la confluenza di due distinti soggetti politici:
- Patria - Tutta la Russia (in russo Отечество - Вся Россия - ОВР?, Otečestvo - Vsja Rossija - OVR), formazione nata il 21 agosto 1999 dalla fusione tra «Patria» (Отечество), movimento lanciato il 19 novembre 1998 dal sindaco di Mosca Jurij Lužkov, e «Tutta la Russia» (Вся Россия), affermatosi il 22 maggio 1999 su iniziativa di vari esponenti del governo locale;
- Unità (in russo Еди́нство?, Edinstvo), partito fondato il 3 ottobre 1999 per sostenere il presidente della Federazione Russa Boris El'cin e il suo successore in pectore Vladimir Putin.

## Storia
Nominato Primo ministro nell'agosto del 1999 e designato dal presidente El'cin come suo successore, Putin seppe conquistare l'appoggio dell'opinione pubblica, venendo eletto alle elezioni presidenziali del 2000 con oltre il 52% dei voti.
Alle elezioni parlamentari del 2003 Russia Unita si attestò come la prima forza politica del Paese col 37,6% dei suffragi, distanziando nettamente il Partito Comunista della Federazione Russa (KPRF), fermo al 12,6%; il partito ottenne la maggioranza anche al Consiglio Federale.
In occasione delle elezioni presidenziali del 2004 Putin trionfò col 71,31% dei voti e alle successive parlamentari del 2007 Russa Unita conquistò il 64,30% dei voti, eleggendo 315 deputati su 450. Il nuovo sistema elettorale (proporzionale con sbarramento al 7%), ridusse i partiti presenti alla Duma a quattro: RU; KPRF (11,57%); Partito Liberal-Democratico di Russia (PLDR, 8,14%) e Russia Giusta (RG, 7,74%). Lo sbarramento molto alto e l'eliminazione della quota maggioritaria determinarono non solo l'uscita dalla Duma di partiti minori come il Partito Agrario di Russia e Jabloko (rispettivamente 3 e 4 seggi nella Duma precedente), ma anche degli indipendenti, che nel 2003 erano ben 71.
Nel 2008 Putin, scaduto il suo secondo mandato, non si poté candidare alla presidenza. Venne nominato Capo del Governo dal nuovo presidente Dmitrij Medvedev, anch'egli di RU, che venne eletto con il 70,28%. Medvedev, del resto, venne sostenuto anche dagli agrari e da RG. Nel settembre 2008 il Partito Agrario di Russia ha annunciato la propria fusione con RU. Nel 2012 Putin è tornato presidente, mentre Medvedev Primo ministro; i due sono stati confermati alle elezioni parlamentari del 2016 e a quelle del 2018.
Nel 2019 arriva la prima importante perdita elettorale per Russia Unita: alle elezioni alla Duma di Mosca riceve meno voti totali del Partito Comunista della Federazione Russa.

## Ideologia
Nel luglio 2008, i media, citando Konstantin Kosačev e Boris Gryzlov, hanno riferito che Russia Unita si era unita al ramo Asia-Pacifico dell'Internazionale Democratica Centrista, tuttavia non risulta iscritto nel registro dei partiti aderenti e l'ulteriore destino di queste relazioni rimane sconosciuto.
Diversi esponenti del partito provengono dalla dirigenza del PCUS (lo stesso Putin è un ex ufficiale del KGB). Nel 2009 ha indicato nel "conservatorismo russo" la sua ideologia ufficiale, mentre in ambito economico alterna posizioni liberiste con altre stataliste.

## Struttura

### Presidente
| Ritratto | Presidente                                                         | Periodo                             |
| -------- | ------------------------------------------------------------------ | ----------------------------------- |
|          | Sergej Kužugetovič Šojgu Jurij Michajlovič Lužkov Mintimer Šaimiev | 1º dicembre 2001 – 27 novembre 2004 |
|          | Boris Vjačeslavovič Gryzlov                                        | 27 novembre 2004 – 7 maggio 2008    |
|          | Vladimir Vladimirovič Putin                                        | 7 maggio 2008 – 30 maggio 2012      |
|          | Dmitrij Anatol'evič Medvedev                                       | 30 maggio 2012 – in carica          |

### Segretario generale
| Ritratto | Segretario generale | Periodo                     |
| -------- | ------------------- | --------------------------- |
|          | Valerij Bogomolov   | 2003–2005                   |
|          | Vjačeslav Volodin   | 2005–2011                   |
|          | Sergej Neverov      | 2011–2017                   |
|          | Andrej Turčak       | 12 ottobre 2017 – in carica |

## Membri di Russia Unita eletti alla presidenza della Federazione Russa
| Ritratto | Nome             | Periodo |
| -------- | ---------------- | --- |
|          | Vladimir Putin   | 1º mandato: 2000–2004 2º mandato: 2004–2008 3º mandato: 2012–2018 4º mandato: 2018–2024 5º mandato: 2024 – in corso |
|          | Dmitrij Medvedev | 2008–2012 |

## Risultati elettorali

### Elezioni Parlamentari
| Elezione          | Voti       | %     | +/-     | Seggi     | +/-     | Posizione   |
| ----------------- | ---------- | ----- | ------- | --------- | ------- | ----------- |
| Parlamentari 2003 | 22.776.294 | 37,56 | Stabile | 223 / 450 | Stabile | Maggioranza |
| Parlamentari 2007 | 44.714.241 | 64,30 | 26,26%  | 315 / 450 | 92      | Maggioranza |
| Parlamentari 2011 | 32.379.135 | 48,34 | 15,96%  | 238 / 450 | 77      | Maggioranza |
| Parlamentari 2016 | 28.527.828 | 54,20 | 5,86%   | 343 / 450 | 105     | Maggioranza |
| Parlamentari 2021 | 28.064.258 | 49,82 | 4,38%   | 324 / 450 | 19      | Maggioranza |

### Elezioni Presidenziali
| Elezione           | Elezione | Candidato        | Voti       | %     | Esito       |
| ------------------ | -------- | ---------------- | ---------- | ----- | ----------- |
| Presidenziali 2004 | I turno  | Vladimir Putin   | 49.565.238 | 71,31 | ✔️ Eletta/o |
| Presidenziali 2008 | I turno  | Dmitrij Medvedev | 52.530.712 | 70,28 | ✔️ Eletta/o |
| Presidenziali 2012 | I turno  | Vladimir Putin   | 45.602.075 | 63,60 | ✔️ Eletta/o |
| Presidenziali 2018 | I turno  | Vladimir Putin   | 56.430.712 | 76,69 | ✔️ Eletta/o |
| Presidenziali 2024 | I turno  | Vladimir Putin   | 76.277.708 | 87,27 | ✔️ Eletta/o |

## Iscritti
- 2016: 2 010 000
- 2017: 2 073 772
- 2018: dati non disponibili
- 2019: dati non disponibili
- 2020: dati non disponibili
- 2021: dati non disponibili
- 2022: dati non disponibili
- 2023: dati non disponibili
- 2024: dati non disponibili